# Søren Balle
Søren Balle (* 16. Mai 1978 in Løgstør) ist ein dänischer Filmregisseur und Drehbuchautor.

## Leben und Wirken
Balle studierte Film- und Medienwissenschaften von 2000 bis 2003 an der Universität Aarhus. Im Anschluss besuchte er die Journalisthøjskolen in Aarhus und absolvierte das Masterprogramm an der Filmfakultät der University of Texas in Austin, ehe er von 2005 bis 2009 an der Den Danske Filmskole Regie studierte. 2014 feierte er mit dem Film Der Mondfisch sein Spielfilmdebüt. Für Der Mondfisch, der unter anderem auf dem Filmfest Hamburg als bester politischer Film nominiert und mit dem dänischen Filmpreis Robert in der Kategorie bestes adaptiertes Drehbuch ausgezeichnet wurde, führte Balle Regie und schrieb gemeinsam mit Lærke Sanderhoff auf Grundlage eines Bühnenstücks das Drehbuch. Zuvor war er bereits als Regieassistent an der Produktion der Fernsehserien Lykke und Kommissarin Lund – Das Verbrechen beteiligt. 2019 führte er für acht Folgen der dänischen Serie Follow the Money Regie und wurde dafür mit dem Robert ausgezeichnet, im gleichen Jahr war er als Regisseur für mehrere Folgen des Netflix Originals The Rain verantwortlich.

## Filmografie (Auswahl)
- 2004: På en dag som i dag (Fernsehkurzfilm, Regie und Drehbuch)
- 2014: Der Mondfisch (Klumpfisken, Regie und Drehbuch)
- 2015: Norskov (Fernsehserie, 3 Folgen)
- 2017: Die Wege des Herrn (Herrens Veje, Fernsehserie, 2 Folgen)
- 2019: Follow the Money (Bedrag, Fernsehserie, 8 Folgen)
- 2019: The Rain (Fernsehserie, 2 Folgen)
- 2019: Killing Mike (Fred til lands, Fernsehserie, 3 Folgen)
- 2020: Equinox (Fernsehserie, 4 Folgen)

## Auszeichnungen (Auswahl)
Filmfest Hamburg 2014
- Nominierung als bester politischer Film für Der Mondfisch

Robert 2015
- Auszeichnung in der Kategorie Bestes adaptiertes Drehbuch (Årets adapterede manuskript) für Der Mondfisch mit Lærke Sanderhoff
- Nominierung in der Kategorie Bester dänischer Film (Årets danske spillefilm) für Der Mondfisch
- Nominierung in der Kategorie Beste Regie (Årets instruktør) für Der Mondfisch
- Nominierung für den Publikumspreis für Der Mondfisch

Bodil 2015
- Nominierung in der Kategorie Bester dänischer Film (Bedste danske film) für Der Mondfisch

Robert 2020
- Auszeichnung in der Kategorie Beste Fernsehserie für Follow the Money gemeinsam mit Jeppe Gjervig Gram und weiteren